# Куликовка (Тісульський округ)
Кулико́вка (рос. Куликовка) — село у складі Тісульського округу Кемеровської області, Росія.

## Населення
Населення — 620 осіб (2010; 649 у 2002).
Національний склад (станом на 2002 рік):
- росіяни — 97 %